# ロジャー・ビゴッド (第5代ノーフォーク伯)

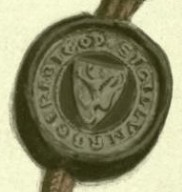
ロジャーのシール（『Barons' Letter of 1301』より）：金と緑のパー・ペイルに赤いライオン。

第5代ノーフォーク伯ロジャー・ビゴッド（Roger Bigod, 5th Earl of Norfolk, 1245年ごろ - 1306年12月6日）は、司法長官ヒュー・ビゴッドの息子。父の兄である第4代ノーフォーク伯ロジャー・ビゴッドの跡を継いでノーフォーク伯となった。

## 生涯
ロジャーは、1297年にイングランド王エドワード1世と口論を起こした。この口論は、エドワード1世がフランドルに向かう間、ロジャーがガスコーニュでフランス王に対抗するよう王が命じたことから生じた。ロジャーは、自身の領土の封建的所有権により、国王とともに海を渡るときのみ海外で戦う義務があると主張した。するとエドワード1世は「神に誓って、伯爵よ、お前は行くか、絞首刑に処せられるかだ」と言ったが、ロジャーは「同じ誓いにより、王よ、私は行くことも絞首刑に処されることもない」と答えた。
ロジャーは主張を通し、エドワード1世がフランスへ出発した後、第3代ヘレフォード伯ハンフリー・ド・ブーンと共に戦争のための援助金の徴収を阻止し、1297年と1301年にエドワード1世に勅許状を承認させた。歴史家ウィリアム・スタッブスはロジャーとブーンを「偉大な父の堕落した息子で、愛国心よりも機会に恵まれた」と評した。
ロジャーは以前は国王によく仕えていた。例えば、1282年8月のことであるが、当時の記録にはロジャーが「国王の奉仕でウェールズへ行った」とある。ロジャーはアイルランドにいない間、レジナルド・リヴェットとウィリアム・カデルをその年のイングランドの代理人に指名する手紙を送っていた。レジナルド・リヴェットはおそらく、13世紀初頭に数期にわたりダブリン市長を務め、初代ペンブルック伯ウィリアム・マーシャルの支持者でもあったギルバート・ド・リヴェットの息子であった。一部の学者は、イングランドのアイルランド支配が弱まり始めた時代に、ビゴッド家やクレア家のようなイングランド貴族がアイルランドの領土をいかにして厳重に保持していたのか疑問を持っている。その秘密の一部は、この場合のようにロジャーが副官のリヴェットとカデルに権限を委譲したことにあったようである。

## 結婚
ロジャーは、最初に初代ル・ディスペンサー男爵ヒュー・ル・ディスペンサー（1265年没）の未亡人で、ケンブリッジシャーのソーハムのサー・フィリップ・バセットとその最初の妻でマシュー・ド・ロヴェイン卿の娘ハウィズ・ド・ロヴェインの間の娘で、相続人でもあるアリーン・バセットと結婚した。2人の間には子供はいなかった。
次に、エノー伯ジャン2世・ダヴェーヌと、その妻でルクセンブルク伯ハインリヒ5世の娘フィリッパとの間の娘アリックス・ド・エノーと結婚した。2人の間には子供はいなかった。

## 死と継承
ロジャーは1306年12月6日に死去した。1302年、高齢で子供のいなかったロジャーは伯位を国王に返上し、それを「自身の直系子孫」に相続する条件で再び受け取った。これにより、弟ジョンは相続権を失った。そのため、1306年12月にロジャーが子を残さずに亡くなったとき、ロジャーの保持していた爵位は消滅し、その財産は王室に帰属し、最終的にノーフォーク伯トマス・オブ・ブラザートンに与えられた。

## 紋章

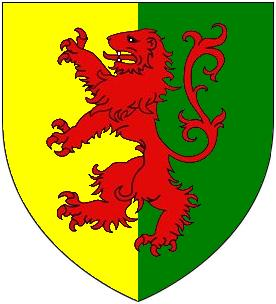
「ビゴッド・モダン」の紋章：金と緑のパー・ペイルに赤いライオン。1269年以降、第5代ノーフォーク伯ロジャー・ビゴッドがイングランド軍務伯の職をマーシャル家から継承した後に採用したもの。以前はこの紋章が元帥家の紋章であった。
「ビゴッド・エンシェント」の紋章。1269年以降、第5代ノーフォーク伯ロジャー ビゴッドがイングランド軍務伯の職を継承した後に廃止。：金地に赤い十字。次の紋章帳に彼が付けていたと記録されている：Glover's Roll (B3); St George's Roll (E23)[8]。